# El Carmen, Chilchotla
El Carmen är en ort i Mexiko.   Den ligger i kommunen Chilchotla och delstaten Puebla, i den sydöstra delen av landet, 200 km öster om huvudstaden Mexico City. El Carmen ligger 2 353 meter över havet och antalet invånare är 1 156.
Terrängen runt El Carmen är kuperad åt nordost, men åt sydväst är den bergig. Runt El Carmen är det ganska glesbefolkat, med 36 invånare per kvadratkilometer. Närmaste större samhälle är Rafael J. García, 2,3 km nordost om El Carmen. I omgivningarna runt El Carmen växer i huvudsak blandskog.